# Esqui cross-country nos Jogos Olímpicos de Inverno de 1960
O esqui cross-country nos Jogos Olímpicos de Inverno de 1960 consistiu de quatro eventos para homens e dois eventos para mulheres em Squaw Valley. O programa foi idêntico ao dos Jogos de 1956, sem nenhuma alteração no número de provas.

## Medalhistas
Masculino
| Evento                       | Ouro                                                                       | Prata                                                                     | Bronze                                                                                  |
| ---------------------------- | -------------------------------------------------------------------------- | ------------------------------------------------------------------------- | --------------------------------------------------------------------------------------- |
| 15 km detalhes               | Håkon Brusveen NOR Noruega                                                 | Sixten Jernberg SWE Suécia                                                | Veikko Hakulinen FIN Finlândia                                                          |
| 30 km detalhes               | Sixten Jernberg SWE Suécia                                                 | Rolf Rämgård SWE Suécia                                                   | Nikolay Anikin URS União Soviética                                                      |
| 50 km detalhes               | Kalevi Hämäläinen FIN Finlândia                                            | Veikko Hakulinen FIN Finlândia                                            | Rolf Rämgård SWE Suécia                                                                 |
| Revezamento 4x10 km detalhes | Toimi Alatalo Eero Mäntyranta Väinö Huhtala Veikko Hakulinen FIN Finlândia | Harald Grønningen Hallgeir Brenden Einar Østby Håkon Brusveen NOR Noruega | Anatoly Shelyukhin Gennady Vaganov Aleksey Kuznetsov Nikolay Anikin URS União Soviética |

Feminino
| Evento                      | Ouro                                                     | Prata                                                              | Bronze                                                |
| --------------------------- | -------------------------------------------------------- | ------------------------------------------------------------------ | ----------------------------------------------------- |
| 10 km detalhes              | Maria Gusakova URS União Soviética                       | Lyubov Kozyreva URS União Soviética                                | Radia Yeroshina URS União Soviética                   |
| Revezamento 3x5 km detalhes | Irma Johansson Britt Strandberg Sonja Edström SWE Suécia | Radia Yeroshina Maria Gusakova Lyubov Kozyreva URS União Soviética | Siiri Rantanen Eeva Ruoppa Toini Pöysti FIN Finlândia |

## Quadro de medalhas
| Ordem | País                | Medalha de ouro | Medalha de prata | Medalha de bronze |    |
| ----- | ------------------- | --------------- | ---------------- | ----------------- | -- |
| 1     | SWE Suécia          | 2               | 2                | 1                 | 6  |
| 2     | FIN Finlândia       | 2               | 1                | 1                 | 4  |
| 3     | URS União Soviética | 1               | 2                | 3                 | 6  |
| 4     | NOR Noruega         | 1               | 1                |                   | 2  |
| TOTAL | TOTAL               | 6               | 6                | 6                 | 18 |